# Neidhart (Familienname)
Neidhart ist ein deutscher Familienname.

## Namensträger
- Alexander Heinrich Neidhart (1817–1886), deutscher Politiker und Bürgermeister der Stadt Worms
- August Neidhart (1867–1934), österreichischer Autor und Librettist
- Christian Neidhart (* 1968), deutscher Fußballspieler und -trainer
- Christoph Neidhart (* 1954), Schweizer Journalist und Autor
- G. Hubert Neidhart (1928–1999), deutscher Maler
- James Neidhart (1955–2018), kanadisch-US-amerikanischer Wrestler
- Johann Friedrich Neidhart (1744–1825), deutscher Pädagoge und Schulleiter
- Kristel Neidhart (1933–2013), deutsche Schriftstellerin und Künstlerin
- Leonhard Neidhart (* 1934), Schweizer Politikwissenschaftler
- Ludwig Neidhart (* 1963), deutscher Philosoph, Mathematiker und römisch-katholischer Theologe
- Lukas Neidhart (* 2001), deutscher Schauspieler
- Natalie Katherine Neidhart-Wilson (* 1982), kanadische Wrestlerin, siehe Natalya
- Nico Neidhart (* 1994), deutscher Fußballspieler
- Nina Neidhart (* 2001), österreichische Handballspielerin
- Paul Neidhart (1920–2007), Schweizer Lehrer, Politiker und Autor
- Peter Neidhart (1981–2023), österreichischer Fußballspieler
- Rolf Neidhart (* 1944), österreichischer Politiker (SPÖ)
- Sebastian Neidhart (1496–1554), deutscher Kaufmann
- Walter Neidhart (1917–2001), Schweizer Theologe